# فرانك جيل (عالم طيور)
فرانك جيل (بالإنجليزية: Frank Gill)‏ هو عالم طيور أمريكي، ولد في 2 أكتوبر 1941 في نيويورك في الولايات المتحدة.

## وصلات خارجية
- فرانك جيل على موقع الموسوعة البريطانية (الإنجليزية)